# Barí
Dobocubi (Barí, Barira, Kunaguasaya, Cunaguasaya, Dobokubi, Motilon, Motilones Bravos, Motilones del Sur), pleme američkih Indijanaca porodice Chibchan naseljeno u Kolumbiji na rijekama Catatumbo i río Oro, te u susjednom dijelu Venezuele u državi Zulia i na rezervatima Motilón-Barí i Gabarra-Cataluara.

## Ime
Barí i njihovi sjeverni susjedi Yukpe, zbog stila nošenja frizure nazivani su i Motilón, čije je značenje 'obrijana glava'. Kako bi se ove dvije grupe razlikovale, Barí se nazivaju i Motilones Bravos ili divlji Motiloni a Yukpe za razliku od njih Motillones Mansos. Riječ Bari ili Barira u njihovom jeziku znači ljudi ("gente"; Castillo 1981:28). Ime Kunaguasaya dali su im Yukpe i znači  'ljudi vode'  (gente de agua).

## Kultura
Kultura Motilona pripada tropskoj kišnoj šumi gdje ih na graničnom području Venezuele i Kolumbije uz rijeke Río Oro i Río Catatumbo 1989. živi oko 1,600, od čega oko 1,100 u Venezueli i 500 u Kolumbiji. Podijeljeni su po malenim skupinama od kojih 50 ljudi, od kojih svaka ima 100 do 1,000 četvornih kilometara i dvije do pet komunalnih kuća, udaljene jedna od drugih najmanje pola dana hoda kroz džunglu. Najmanje jedna kuća ima dobar ribarski položaj uz glavnu rijeku a ostale su bliže lovačkim područjima ili uz manje riječne pritoke. Uz ribolov koji Barí-Indijance opskrbljava sa 75% proteina bave se i lovom i uzgojem raznih kultura, a najvažnija je slatka (neotrovna) manioka i musa. Riba se lovi tradicionalnim kopljem od palmina drveta poznatim kao shugda i podizanjem brana-kirora, koje konstruiraju od kamena i palmina lišća.

## Vanjske poveznice
- Aventura Venezuela Galería: Viviendo con el pueblo Barí Sierra de Perijá